# نيسكينز كيبانو
نيسكينز كيبانو (بالفرنسية: Neeskens Kebano)‏ (مواليد 10 مارس 1992 في مونتيرو، فرنسا) هو لاعب كرة قدم كونغولي ديمقراطي فرنسي-الميلاد يلعب حاليًا لصالح نادي الجزيرة الإماراتي.

## إحصائيات

### النادي
(تحديث 6 يناير 2013)
| النادي           | الموسم        | الدوري | الدوري  | الدوري   | الكأس  | الكأس   | الكأس    | أوروبا | أوروبا  | أوروبا   | المجموع | المجموع | المجموع  |
| النادي           | الموسم        | الظهور | الأهداف | ص. أهداف | الظهور | الأهداف | ص. أهداف | الظهور | الأهداف | ص. أهداف | الظهور  | الأهداف | ص. أهداف |
| ---------------- | ------------- | ------ | ------- | -------- | ------ | ------- | -------- | ------ | ------- | -------- | ------- | ------- | -------- |
| باريس سان جيرمان | 2010–11       | 3      | 0       | 0        | 2      | 1       | 0        | 1      | 0       | 0        | 6       | 1       | 0        |
| باريس سان جيرمان | 2011–12       | 0      | 0       | 0        | 0      | 0       | 0        | 2      | 0       | 0        | 2       | 0       | 0        |
| باريس سان جيرمان | المجموع       | 3      | 0       | 0        | 2      | 1       | 0        | 3      | 0       | 0        | 8       | 1       | 0        |
| كاين             | 2012–13       | 9      | 1       | 0        | 4      | 1       | 0        | 0      | 0       | 0        | 13      | 2       | 0        |
| كاين             | المجموع       | 9      | 1       | 0        | 4      | 1       | 0        | 0      | 0       | 0        | 13      | 2       | 0        |
| المجموع الكلي    | المجموع الكلي | 12     | 1       | 0        | 6      | 2       | 0        | 3      | 0       | 0        | 21      | 3       | 0        |

## روابط خارجية
- نيسكينز كيبانو على موقع الاتحاد الأوربي (الإنجليزية)
- نيسكينز كيبانو على موقع رابطة كرة القدم الفرنسية للمحترفين (الإنجليزية)
- نيسكينز كيبانو على موقع إي إس بي إن إف سي (الإنجليزية)
- نيسكينز كيبانو على موقع قاعدة بيانات كرة القدم.إي يو (الإنجليزية)
- نيسكينز كيبانو على موقع ليكيب (الفرنسية)
- نيسكينز كيبانو على موقع ناشيونال فوتبول تيمز (الإنجليزية)
- نيسكينز كيبانو على موقع Soccerbase.com (لاعب) (الإنجليزية)
- نيسكينز كيبانو على موقع Soccerway.com (الإنجليزية)
- نيسكينز كيبانو على موقع عالم كرة القدم.نت (الإنجليزية)
- نيسكينز كيبانو على موقع AS.com (الإسبانية)